# رنه پونک
رنه پونک (انگلیسی: René Ponk؛ زادهٔ ۲۱ اکتبر ۱۹۷۱) بازیکن سابق فوتبال اهل هلند است که در پست دروازه‌بان بازی می‌کرد.